# Paulo Flores
Paulo Flores (Cazenga, Luanda, 1 de juliol de 1972) és un cantant i músic angolès. La major part de la seva infància la va passar en Lisboa, Portugal. Escriu les seves cançons principalment een portuguès, encara té algunes en llengua kimbundu.
La seva música tracta sovint sobre els assumptes polítics que critiquen sobre les dificultats de la vida a Angola, la guerra, i la corrupció. El seu estil de música és conegut com a semba. Algunes peces seves van aparèixer a la banda sonora de la pel·lícula francesa La Gran Ourse. A l'abril de 2007 va actuar en la primera Trienale de Luanda. El 4 de juliol de 2008 va fer un concert a l'estadi Coqueiros amb prop de 25.000 espectadors. Entre juliol i agost de 2009 va tocar en la inauguració del Festival Internacional de Jazz de Luanda.
Paulo Flores és l'ambaixador de pau de Luanda, així que les seves entrades no poden excedir el límit de 5 dòlars per persona a Luanda.
A partir del 28 de febrer de 2011, l'aerolínia TAP Portugal va començar a emetre la seva campanya TAP With Arms Wide Open, amb el seu nou eslògan. Tres cantants, Flores, la cantant brasilera Roberta de Sá, i la cantant portuguesa Mariza protagonitzaren el vídeo de la cançó "Arms Wide Open." Tot i això, pel seu estil crític és un personatge incòmode i algunes de les seves cançons són excloses de la ràdio d'Angola.

## Discografia
- Kapuete Kamundanda, 1988
- Sassasa, 1990
- Thunda Mu N'jilla, 1992
- Brincadeira Tem Hora, 1993
- Inocenti, 1995
- Canta Meu Semba, 1996
- Perto do Fim, 1998
- Recompasso, 1999
- Xé Povo, 2003
- The Best, 2003
- Quintal do Semba, 2003
- Vivo, 2005
- Ex-Combatentes, 2009
- Ex-Combatentes Redux, 2012
- O País Que Nasceu Meu Pai, 2013